# Surfactant pulmonaire
Le surfactant pulmonaire est un matériau complexe tensioactif sécrété continuellement dans la lumière alvéolaire par les pneumocytes de type 2. Il est constitué d’un grand nombre de molécules différentes : lipides, phospholipides et protéines.
Le surfactant pulmonaire est indispensable à une fonction respiratoire normale. Le déficit en surfactant est la cause de la maladie des membranes hyalines du nouveau-né prématuré, et participe aussi au syndrome de détresse respiratoire aiguë de l'adulte.

## Rôle
Son rôle principal est de réduire la tension superficielle air/liquide créée par la fine couche de liquide se trouvant à la surface des alvéoles pulmonaires. La réduction de la tension superficielle facilite l'expansion des alvéoles à l'inspiration et les maintient ouvertes pendant l’expiration (voir compliance pulmonaire). Toutefois, ce mode d'action est débattu : le surfactant pourrait aussi faciliter l'ouverture alvéolaire du fait de ses propriétés anti-adhésives, et son constituant principal, la phosphatidylcholine saturée (une lécithine - voir ci-dessous, Composition) formerait du fait de sa compression à l'expiration un revêtement semi-rigide s'opposant à l'écrasement des alvéoles. Le surfactant joue en outre également un rôle dans la perméabilité alvéolaire (effet anti-œdémateux) et dans les mécanismes de défenses innés contre les micro-organismes.
Le surfactant pulmonaire est indispensable à une fonction respiratoire normale. Le déficit primitif en surfactant qui résulte de l'immaturité du poumon est la cause du syndrome de la maladie des membranes hyalines ou détresse respiratoire idiopathique du nouveau-né prématuré.  Le surfactant pulmonaire s'accumule en effet en fin de grossesse en préparation à la naissance. Non seulement la quantité de surfactant augmente, mais sa composition évolue, le dernier constituant à apparaître étant un phospholipide exclusivement présent dans le surfactant, le phosphatidylglycérol (voir paragraphe suivant). La limite absolue de viabilité (présence des premières barrières alvéolo-capillaires fonctionnelles permettant des échanges gazeux) se situe dans l'espèce humaine vers 23 semaines d'aménorrhée, la respiration aérienne étant donc impossible avant ce stade. Cependant, le déficit en surfactant persiste encore plusieurs semaines après cette limite, et le risque de détresse respiratoire subsiste ainsi jusque vers 35-36 semaines où la qualité et la quantité de surfactant deviennent suffisantes.

## Composition
Le surfactant comporte environ 90 % de lipides et 10 % de protéines. Le composant principal est un phospholipide, la dipalmitoyl phosphatidylcholine dont les acides gras (acides palmitiques) sont saturés. Elle comporte un pôle hydrophile et un pôle hydrophobe, ce qui lui permet de s’étaler à la surface alvéolaire, le pôle hydrophile vers la couche de liquide, le pôle hydrophobe vers l’air. Il en résulte la formation d’un film superficiel qui revêt toute la surface alvéolaire. Il existe aussi d'autres formes moins abondantes de phosphatidylcholines saturées. Un autre phospholipide, le phosphatidylglycérol, est relativement abondant (jusqu'à 10 %) et totalement spécifique du surfactant car on ne le trouve pas ailleurs dans les cellules animales ; il interagit spécifiquement avec la protéine B du surfactant (voir ci-dessous). Le surfactant comporte aussi quelques autres phospholipides mineurs et des lipides neutres, notamment du cholestérol.
Quatre protéines caractéristiques désignées A, B, C et D, (en abrégé, SP-A, -B, -C et -D, acronyme anglais de surfactant proteins) sont présentes en faible quantité, mais jouent des rôles essentiels. Les protéines A et D sont de grande taille, hydrophiles, et ont des fonctions multiples, notamment dans les mécanismes anti-microbiens. Elles comportent en effet des sites de reconnaissance des chaînes glucidiques de surface des micro-organismes (carbohydrate-recognition domains) leur permettant de les agréger et de les présenter aux macrophages alvéolaires (opsonisation facilitant la phagocytose). Les protéines B et C sont de petite taille, très hydrophobes et étroitement associées aux phospholipides dont elles facilitent l’étalement. Elles interviennent aussi dans le métabolisme intra- et extracellulaire et le recyclage du surfactant. La protéine B est indispensable à la vie ; il existe un déficit familial récessif qui provoque le décès néonatal à l’état homozygote sans ressource thérapeutique. Il existe aussi d'autres anomalies génétiques aux conséquences plus ou moins graves. La protéine C, la plus hydrophobe des protéines connues, est totalement spécifique du poumon et des pneumocytes de type 2 (voir ci-dessous, Source), contrairement aux autres constituants du surfactant pulmonaire qu'on trouve aussi dans d'autres organes (oreille moyenne, articulations, tube digestif, plèvres et péritoine) où ils constituent des revêtements de type surfactant. Les SP-B et SP-C sont cosécrétées avec les phospholides avec lesquels elles sont emballées dans les cellules productrices dans des structures dites inclusions lamellaires du fait de leur apparence en couches lipidiques concentriques en microscopie électronique. Les SP-A et SP-D sont sécrétées indépendamment des phospholipides, mais interagissent aussi avec eux dans l'espace alvéolaire.

## Source
Le surfactant pulmonaire est élaboré par des cellules épithéliales alvéolaires appelées pneumocytes de type 2. Ces cellules sont de forme cuboïdale et présentent une morphologie typique de cellules sécrétrices. L'autre type cellulaire de l'alvéole pulmonaire, les pneumocytes de type 1, sont des cellules très aplaties et étendues qui permettent les échanges de gaz respiratoires entre l'air alvéolaire et le sang des vaisseaux capillaires auxquels elles sont étroitement accolées (barrières alvéolo-capillaires). Les pneumocytes 2 sont en outre capables de se trans-différencier en pneumocytes 1 et d'assurer le renouvellement épithélial, car les pneumocytes 1 sont des cellules en différenciation terminale incapables de se diviser.
Les pneumocytes 2 produisent tous les constituants du surfactant sans exception. Des cellules épithéliales des bronchioles, les cellules sécrétrices de Clara, sont capables de sécréter des protéines SP-A, SP-D, et peut-être SP-B, mais ni la SP-C ni les phospholipides du surfactant.

## Sécrétion, clairance, recyclage et régénération
Le contenu des inclusions lamellaires est sécrété par exocytose dans la lumière alvéolaire où en s'hydratant et en s'associant à la SP-A (sécrétée de façon indépendante) il forme une structure tubulaire à mailles carrées appelée « myéline tubulaire », bien qu'elle n'ait rien à voir avec la myéline du tissu nerveux. La myéline tubulaire donne ensuite naissance au film de surfactant actif qui tapisse la paroi alvéolaire sur sa face aérienne.  Les cycles respiratoires conduisent en permanence à une inactivation du surfactant intra-alvéolaire qui forme des vésicules et doit être remplacé par du surfactant nouvellement sécrété. Le surfactant pulmonaire « usagé » est éliminé en permanence, ce qui implique un renouvellement constant. Toutefois, une grande partie du matériel (50 % environ chez l'adulte, mais jusqu'à 80 % chez le nouveau-né) est recaptée et recyclée par les pneumocytes 2 et re-sécrétée, soit en étant réintégrée directement dans les inclusions lamellaires, soit en étant métabolisée et les produits réutilisés pour une nouvelle synthèse. Enfin, le reste est éliminé par les macrophages, le mucus vers les voies aériennes supérieures, ou la circulation lymphatique. La demi-vie des molécules dans l’alvéole est de quelques dizaines d'heures.

## Utilisation de surfactants exogènes en clinique
L’administration de surfactant exogène est utilisée en médecine néonatale depuis les années 1980, pour traiter la maladie des membranes hyalines. On utilise soit des produits d'origine animale extraits de poumons de bovins ou de porcs (Survanta, Curosurf, Beractant, Calfactant), soit des surfactants synthétiques (Exosurf, Pumactant). Les surfactants naturels, dits « modifiés », d’origine animale contiennent tous les constituants phospholipidiques et lipidiques du surfactant natif, ainsi que les protéines hydrophobes SP-B et SP-C qui du fait de leur association étroite avec les phospholipides sont extraites simultanément. Les surfactants artificiels ne contiennent généralement que des phospholipides. Toutefois, des peptides artificiels mimant la forme hélicoïdale et les propriétés amphiphiles de certaines régions de la molécule de SP-B ont démontré une efficacité en clinique.
Le traitement des prématurés par du surfactant exogène a révolutionné la néonatologie, faisant pratiquement disparaître la maladie des membranes hyalines lorsqu’il est administré de façon préventive chez les nouveau-nés à risque. L’administration d’une dose unique par voie endotrachéale (intubation) suffit le plus souvent, car le recyclage du matériel administré laisse au poumon le temps d’effectuer en quelques jours sa maturation et d’élaborer en suffisance son propre surfactant endogène. Conjointement avec le traitement prénatal par un glucocorticoïde, qui accélère la maturation pulmonaire fœtale, lorsqu’il y existe une menace d’accouchement prématuré, ce traitement a aussi contribué à diminuer fortement le recours à l’oxygénothérapie autrefois appliquée chez les prématurés pour augmenter la survie, mais qui pouvait induire de graves séquelles (notamment cécité et dysplasie bronchopulmonaire). Enfin, les progrès récents accomplis par la médecine néonatale, et notamment l’administration de surfactant, ont permis d’abaisser le terme auquel la survie des prématurés est possible jusqu’à la limite absolue de viabilité, soit vers 23 à 24 semaines d’aménorrhée. Cependant, le taux de mortalité reste élevé chez les plus prématurés, et si les enfants peu prématurés (au moins 33 semaines d’aménorrhée) ne présentent pratiquement pas de séquelle, la survie des grands prématurés (28 à 32 semaines) et très grands prématurés (23 à 27 semaines) se fait encore parfois au prix de séquelles importantes, cérébrales notamment.
Dans le syndrome de détresse respiratoire aiguë de l’adulte, il existe aussi un déficit en surfactant, mais qui est cette fois secondaire aux lésions de l’épithélium alvéolaire. Toutefois, l'administration de surfactant exogène n’est pas pratiquée dans les détresses respiratoires de l’adulte, car les quantités à administrer seraient trop importantes, et donc d'un coût extrêmement élevé, pour un bénéfice qui n’est pas démontré.